# Paragem de Barradas
A Paragem de Barradas é uma interface encerrada da Linha do Porto à Póvoa e Famalicão, que servia a localidade de Barradas, em Portugal.

## História

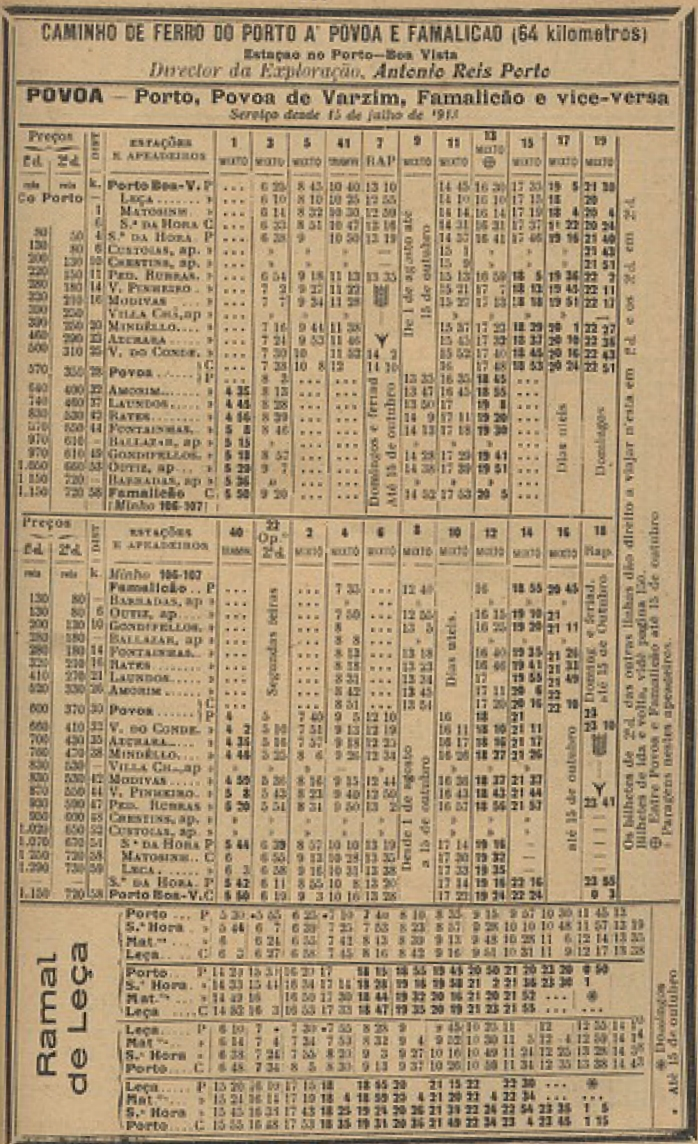
Horários de 1913, onde esta interface surge com a categoria de apeadeiro.

Esta interface fazia parte do lanço entre Famalicão e Fontaínhas da Linha do Porto à Póvoa e Famalicão, que entrou ao serviço em 12 de Junho de 1881.